# 花の五大スター チャンピオン大放送
『花の五大スター チャンピオン大放送』（はなのごだいスター チャンピオンだいほうそう）は、ニッポン放送で放送されていた平日夜のラジオワイド番組。1978年10月3日開始、1979年4月6日終了。

## 概要
本番組はプロ野球のナイターオフシーズンで『ニッポン放送ショウアップナイター』の放送の無い時期限定のワイド番組。前年度1977年度から平日ナイターオフ編成が変わって18:00〜20:00枠の2時間ワイドがスタート、本番組はこの枠において前年度の『必勝ホームランワイド 有楽町で逢いましょう』に次ぐ第2弾。『必勝ホームランワイド』に続き、日替わりのメインパーソナリティであった。
前年『必勝ホームランワイド』の中では、当時現役の読売ジャイアンツ監督だった長嶋茂雄がメインでレギュラー出演していた『長島茂雄のガッツ対談』が話題になっていたが、本年度の本番組ではこれに代わり、この年ヤクルトスワローズ監督として1978年の日本シリーズを制して日本一監督になった広岡達朗がホスト・聞き手役としてレギュラー出演する『広岡達朗のガッツ対談』が放送されていた。

## パーソナリティ
（出典：）
- 月曜：笑福亭仁鶴
- 火曜：八代英太
- 水曜：千昌夫
- 木曜：金田正一
- 金曜：五木ひろし

アシスタント
- 月・火：北浦久美子
- 水・木・金：野村洋子

## コーナー・タイムテーブル
（出典：）
- おとどけ一丁！プレゼント歌謡曲 （吉野家一社提供）
- 広岡達朗のガッツ対談 （提供：日本石油）
- 勝負師人生
- 加藤武のふるさと人間ばなし （日産自動車一社提供枠）
- スポーツホット＆ホット （提供：BVD）
- こちら警視庁記者クラブ （提供：紀州鉄道、金冠堂、読売広告社）
- 全国エピソード歌謡曲（提供：徳間音工、キャニオンレコード）
- ヒット歌謡ユーモアポスト（提供：CBSソニー、RVC、東芝EMI）
- ビッグスター・ワンマン30分（提供：山下食品、味の素）